# Имтан
Имтан (на арабски: امتان) е село в Сирия, мухафаза Ас-Суейда, окръг Салхад. Според Централното бюро по статистика на Сирия през 2004 г. селото има 2495 жители.